# نادي كوسيسي
نادي كوسيسي هو نادي كرة قدم في فنلندا تأسس في 1934. يلعب في الدوري الفنلندي. يلعب فريق الرجال حاليًا في الدرجة الرابعة من كرة القدم الفنلندية.

## وصلات خارجية
- الموقع الرسمي